# 大阪市立新高小学校
大阪市立新高小学校（おおさかしりつ にいたかしょうがっこう）は、大阪府大阪市淀川区新高にある公立小学校。

## 沿革
1942年4月4日に大阪市三津屋国民学校（現・大阪市立三津屋小学校）新高分校として現在地に開校したのが、学校の始まりとなっている。同年11月2日に大阪市新高国民学校として独立開校した。
太平洋戦争の影響で、大阪市を含む大都市では1944年以降、国民学校児童に対して学童疎開を実施するよう指示が出された。大阪市での学童疎開は縁故を原則としたが、縁故に頼れない児童については学校から集団疎開に参加させることにした。疎開先の府県は大阪市から各行政区ごとに指定され、当時の東淀川区（現在の淀川区含む）では大阪府北摂への疎開が指定された。新高国民学校では同年9月17日以降、三島郡新田村（現在の豊中市上新田および吹田市春日・桃山台付近）へ疎開した。
1945年6月7日の大阪大空襲では校舎全焼の被害を受けた。
1947年の学制改革により、大阪市立新高小学校となった。1948年9月12日には戦災復興優秀校として、大阪市長表彰を受けた。

## 通学区域
- 大阪市淀川区 新高1丁目-6丁目。

卒業生は大阪市立三国中学校に進学する。

## 交通
- 阪急神戸本線 神崎川駅 東800m
- 阪急宝塚本線 三国駅 南西1200m